# (3478) Fanale
(3478) Fanale es un asteroide perteneciente al cinturón de asteroides, descubierto el 14 de diciembre de 1979 por Edward Bowell desde la Estación Anderson Mesa (condado de Coconino, cerca de Flagstaff, Arizona, Estados Unidos).

## Designación y nombre
Designado provisionalmente como 1979 XG. Fue nombrado Fanale en honor al científico experto en ciencias planetarias esatdounidense Fraser P. Fanale.